# 159 Dywizja Piechoty (III Rzesza)
159 Dywizja Piechoty (niem. 159. Infanterie-Division) – niemiecka dywizja z czasów II wojny światowej.

## Historia i szlak bojowy
Pierwotnie została sformowana w Kassel 26 sierpnia 1939 r. jako IX Komendantura Oddziałów Zapasowych (Kommandeur der Ersatztruppen IX). 9 listopada przekształcono ją w 159 Dywizję Zapasową (początkowo 159. Division, później Division Nr. 159). Jednostka przebywała w Niemczech do 1 października 1942 r., gdy została przekształcona w 159 Dywizję Rezerwową (159. Reserve-Division) i skierowana do południowej Francji. 9 października 1944 r. jednostkę oficjalnie przekształcono w standardową dywizję piechoty (159. Infanterie-Division).
Jednostka początkowo zajmowała się szkoleniem i przygotowaniem rezerw, pełniła również obowiązki okupacyjne we Francji. Do walk weszła we wrześniu 1944 r. i do końca wojny przebywała na froncie zachodnim, została rozbita w Alzacji 20 kwietnia 1945 r.

## Struktura organizacyjna
- jesienią 1942 roku:

9., 52., 251. rezerwowy pułk grenadierów, 9. rezerwowy pułk artylerii, 15. rezerwowy batalion inżynieryjny,
- w październiku 1944 roku:

1209., 1210. i 1211. pułk grenadierów, 1059. pułk artylerii, 1059. batalion pionierów, 159. kompania fizylierów, 1059. oddział przeciwpancerny, 1059. oddział łączności, 1059. polowy batalion zapasowy.

## Dowódcy
- Generalleutnant Albert Fett (od 26 sierpnia 1939),
- Generalmajor Friedrich-Karl von Wachter (od 22 stycznia 1942),
- Generalleutnant Karl Sachs (od 1 marca 1942),
- Generalleutnant Hermann Meyer-Rabingen (od 20 września 1942),
- Generalmajor Axel Schmidt (od 20 czerwca 1944, do 8 września 1944, gdy poległ pod Besançon),
- Generalleutnant Albin Nake (od 8 września 1944),
- Generalmajor Friedrich – Wilhelm Dernen (od 10 października 1944),
- Generalmajor Heinrich Bürcky (od 15 listopada 1944 do 10 kwietnia 1945, gdy dostał się do niewoli)[5].